# Sutra
Un sutra (en sànscrit, devanagari सूत्र, sūtra o sutta en pali), significa literalment 'corda' o 'fil' que sosté coses juntes i, més metafòricament, es refereix a un aforisme (línia, regla o fórmula) o una col·lecció d'aforismes en forma de manual.
En l'hinduisme, els sutres formen una escola d'estudis vèdics, relacionats amb els Upanixads i una mica posteriors a aquests. Van servir i encara serveixen com a grans tractats en diferents escoles de la filosofia hindú. Expliquen amb versos succints, de vegades esotèrics, el punt de vista hindú sobre la metafísica, la cosmogonia, la condició humana, la mokxa ('alliberament') i sobre com seguir el dharma en la vida malgrat el karma, la reencarnació i el desig.
En el budisme, el terme sutra es refereix, en general, a les escriptures canòniques que es consideren les transcripcions de les ensenyances orals del Buda Gautama, o Buda històric. Aquestes ensenyances estan agrupades en la segona part del Tripitaka, que s'anomena Sutta Pitaka (la paraula en pali sutta s'utilitza exclusivament per a referir-se a les escriptures budistes, en particular a les del Tripitaka o Cànon Pali). També hi ha alguns textos budistes com el Sutra de la plataforma, que són anomenats sutres malgrat que són atribuïts a autors posteriors.